# Pesi medi
I pesi medi sono una categoria di peso del pugilato.
La loro origine è legata alla nascita della boxe moderna a metà del XIX secolo e all'istituzione delle prime tre categorie pugilistiche (leggeri, medi e massimi), codificate nelle "Regole del Marchese di Queensberry" nel 1865. In precedenza comunque una generica distinzione fra pesi leggeri e pesi massimi era già praticata; solo negli anni quaranta il pugile inglese Nat Langham cominciò a definirsi un "peso medio". In ogni caso, il primo titolo di campione della categoria fu assegnato negli Stati Uniti nel 1867, in un combattimento ancora a pugni nudi in cui Tom Chandler sconfisse Dooney Harris. Il titolo passò poi a Mike Donovan che si ritirò imbattuto nel 1882.
Il primo incontro fra pesi medi in cui vennero sicuramente usati i guantoni protettivi, e da cui si fa generalmente iniziare l'albo d'oro della categoria, fu quello del 30 luglio 1884: in quell'occasione Jack (Nonpareil) Dempsey (da non confondere con il peso massimo degli anni venti Jack Dempsey) mise fuori combattimento George Fulljames, ottenne la cintura di campione e la difese poi vittoriosamente in 60 incontri finché non venne battuto nel 1891 da Bob Fitzsimmons.

## Limiti di peso
Nel pugilato moderno il peso dei contendenti non deve superare:
- professionisti: 160 libbre (72,57 kg),
- dilettanti: 75 kg (69 kg per le donne).

## Campioni professionisti

### Uomini
Dati aggiornati al 7 maggio 2023. Fonte: BoxRec.
| Federazione | Dal | Campione | Record | Difese | Prossimo incontro                                                                                                   | Avversario (record)                                                                                                 |
| ----------- | --- | --- | --- | --- | --- | --- |
| WBA         | 5 gennaio 2021 | Erislandy Lara | 29-3-3 (16 KO) | 1 | 30 marzo 2024 | Michael Zerafa (31-4-0; 19 KO)                                                                                      |
| WBA         | Con lo scopo di unificare i due titoli, l'8 febbraio 2023 la WBA ha ordinato la sfida tra Golovkin e Lara. Mancando l'accordo tra le due parti, la WBA ha quindi deciso di attivare la procedura della purse bid per attribuire il diritto di promuovere l'incontro tramite asta, in una riunione che doveva tenersi il 13 marzo 2023. A seguito di questa decisione della WBA, il 9 marzo 2023 Golovkin ha comunicato la sua rinuncia ufficiale al suo titolo "Super" della WBA, la quale ha quindi attribuito il titolo "pieno" a Erislandy Lara. Il 14 marzo 2023, la WBA ha comunicato che Erislandy Lara dovrà affrontare in una sfida obbligatoria l'australiano Michael Zerafa (che contestualmente si è ritirato dalla sfida obbligatoria per il titolo IBF contro il brasiliano Esquiva Falcão); i due pugili si affronteranno il 30 marzo 2024 presso la T-Mobile Arena di Paradise. | | | | | |
| WBC         | 29 giugno 2019 | Jermall Charlo | 32-0-0 (22 KO) | 3 | | |
| WBC         | 8 ottobre 2022 | Carlos Adames (ad interim)                                                                                          | 22-1-0 (17 KO) | 0 | 24 giugno 2023 | Julian Williams (28-3-1; 16 KO)                                                                                     |
| WBO         | 21 maggio 2022 | Jänibek Älimxanulı                                                                                                  | 13-0-0 (8 KO) | 1 | 13 maggio 2023 | Steven Butler (32-3-1; 26 KO)                                                                                       |
| WBO         | Il 22 febbraio 2023, la WBO ha ordinato la sfida tra Jänibek Älimxanulı e Liam Smith, concedendo ai due pugili 20 giorni di tempo per trovare un accordo ed evitare la seduta di trattativa obbligatoria. Il 20 gennaio 2023 Smith ha battuto per KO Chris Eubank Jr., il quale ha annunciato di far valere la sua clausola di rematch tra i due. A seguito della impossibilità da parte di Smith, di sfidare il campione kazako, il 20 marzo 2023 quest'ultimo ha comunicato l'ufficialità della sua difesa del titolo contro il canadese Steven Butler, in un incontro che si disputerà il 13 maggio 2023. Älimxanulı ha combattuto l'ultima volta il 12 novembre 2022, difendendo il suo titolo con successo contro il britannico Denzel Bentley. Il suo sfidante, Steven Butler, ha combattuto per ben quattro volte nel 2022, uscendone sempre vincitore.                                 | | | | | |
| IBF         | VACANTE - Prossimo incontro (data da definire): Esquiva Falcão (30-0-0; 20 KO) vs Vincenzo Gualtieri (20-0-1; 7 KO) | VACANTE - Prossimo incontro (data da definire): Esquiva Falcão (30-0-0; 20 KO) vs Vincenzo Gualtieri (20-0-1; 7 KO) | VACANTE - Prossimo incontro (data da definire): Esquiva Falcão (30-0-0; 20 KO) vs Vincenzo Gualtieri (20-0-1; 7 KO) | VACANTE - Prossimo incontro (data da definire): Esquiva Falcão (30-0-0; 20 KO) vs Vincenzo Gualtieri (20-0-1; 7 KO) | VACANTE - Prossimo incontro (data da definire): Esquiva Falcão (30-0-0; 20 KO) vs Vincenzo Gualtieri (20-0-1; 7 KO) | VACANTE - Prossimo incontro (data da definire): Esquiva Falcão (30-0-0; 20 KO) vs Vincenzo Gualtieri (20-0-1; 7 KO) |
| IBF         | L'8 febbraio 2023, Gennadij Golovkin ha annunciato di rinunciare alla corona IBF dopo essere stato obbligato dalla stessa IBF il brasiliano Esquiva Falcão. Il giorno successivo, la IBF ha quindi stabilito una sfida obbligatoria per il titolo vacante tra lo stesso brasiliano e l'australiano Michael Zerafa. Il 14 marzo, Zarafa ha comunicato di rinunciare alla sfida per il titolo IBF, dopo essere stato nominato come sfidante obbligatorio di Erislandy Lara per il titolo WBA. Il 15 marzo 2023, a seguito della rinuncia di Zerafa, la IBF ha ordinato l'incontro per il titolo vacante tra Falcão e il tedesco Vincenzo Gualtieri (n. 3 del ranking IBF di categoria). Dopo l'avvenuta procedura della purse bid, l'organizzazione dell'incontro è stata attribuita alla AGON Sports e non potrà avvenire oltre il 31 luglio 2023.                                              | | | | | |

### Donne
Dati aggiornati al 14 aprile 2023. Fonte: BoxRec.
| Federazione | Dal | Campione         | Record        | Difese | Prossimo incontro | Avversario (record)            |
| ----------- | --- | ---------------- | ------------- | ------ | ----------------- | ------------------------------ |
| WBA         | 17 novembre 2018 | Claressa Shields | 13-0-0 (2 KO) | 4      | 3 giugno 2023     | Hanna Gabriels (21-2-1; 12 KO) |
| WBA         | - Il 9 aprile 2023 è stata resa ufficiale una nuova difesa di tutti i titoli posseduti da Claressa Shields: l'incontro si terrà il 3 giugno 2023 a Detroit e vedrà la campionessa indiscussa dei pesi medi affrontare la costaricana Hanna Gabriels, campionessa WBA dei pesi mediomassimi e WBC dei pesi massimi (che per sfidare Shields scenderà di categoria). Si tratta di un nuovo incontro tra le due pugili, dato che si erano già incontrate nel 2018 in una sfida che aveva visto vincere ai punti Hanna Gabriels. |                  |               |        |                   |                                |
| WBC         | 17 novembre 2018 | Claressa Shields | 13-0-0 (2 KO) | 4      | 3 giugno 2023     | Hanna Gabriels (21-2-1; 12 KO) |
| WBC         | - Il 9 aprile 2023 è stata resa ufficiale una nuova difesa di tutti i titoli posseduti da Claressa Shields: l'incontro si terrà il 3 giugno 2023 a Detroit e vedrà la campionessa indiscussa dei pesi medi affrontare la costaricana Hanna Gabriels, campionessa WBA dei pesi mediomassimi e WBC dei pesi massimi (che per sfidare Shields scenderà di categoria). Si tratta di un nuovo incontro tra le due pugili, dato che si erano già incontrate nel 2018 in una sfida che aveva visto vincere ai punti Hanna Gabriels. |                  |               |        |                   |                                |
| WBO         | 15 ottobre 2022 | Claressa Shields | 13-0-0 (2 KO) | 0      | 3 giugno 2023     | Hanna Gabriels (21-2-1; 12 KO) |
| WBO         | - Il 9 aprile 2023 è stata resa ufficiale una nuova difesa di tutti i titoli posseduti da Claressa Shields: l'incontro si terrà il 3 giugno 2023 a Detroit e vedrà la campionessa indiscussa dei pesi medi affrontare la costaricana Hanna Gabriels, campionessa WBA dei pesi mediomassimi e WBC dei pesi massimi (che per sfidare Shields scenderà di categoria). Si tratta di un nuovo incontro tra le due pugili, dato che si erano già incontrate nel 2018 in una sfida che aveva visto vincere ai punti Hanna Gabriels. |                  |               |        |                   |                                |
| IBF         | 22 giugno 2018 | Claressa Shields | 13-0-0 (2 KO) | 5      | 3 giugno 2023     | Hanna Gabriels (21-2-1; 12 KO) |
| IBF         | - Il 9 aprile 2023 è stata resa ufficiale una nuova difesa di tutti i titoli posseduti da Claressa Shields: l'incontro si terrà il 3 giugno 2023 a Detroit e vedrà la campionessa indiscussa dei pesi medi affrontare la costaricana Hanna Gabriels, campionessa WBA dei pesi mediomassimi e WBC dei pesi massimi (che per sfidare Shields scenderà di categoria). Si tratta di un nuovo incontro tra le due pugili, dato che si erano già incontrate nel 2018 in una sfida che aveva visto vincere ai punti Hanna Gabriels. |                  |               |        |                   |                                |

## Professionisti
Alcuni tra i migliori rappresentanti della categoria sono stati:
- Arthur Abraham
- Fred Apostoli
- Carmen Basilio
- Nigel Benn
- Nino Benvenuti , campione del mondo 1967 e di nuovo dal 1968 al 1970
- Lou Brouillard
- Charley Burley
- Tommy Burns
- Rubin Carter
- Marcel Cerdan
- Billy Conn
- Young Corbett III
- Roberto Durán
- Chris Eubank
- Bob Fitzsimmons
- Tiger Flowers
- Gene Fullmer
- Ceferino Garcia
- Joey Giardello
- Rocky Graziano
- Harry Greb
- Emile Griffith
- "Marvelous" Marvin Hagler
- Tommy "The Hitman" Hearns
- Bernard Hopkins
- Roy Jones Jr.
- Stanley Ketchel
- Jake LaMotta
- Sugar Ray Leonard
- Ugo Micheli
- Tiberio Mitri
- Carlos Monzón , che difese il titolo 14 volte
- László Papp
- Sugar Ray Robinson , che conquistò il titolo 5 volte
- Freddie Steele
- Dick Tiger
- Félix Trinidad
- Rodrigo Valdéz
- Mickey Walker
- Johnny Wilson
- Teddy Yarosz
- Tony Zale

## Campioni olimpici
- 1904 –  Charles Mayer
- 1908 –  John Douglas
- 1920 –  Harry Mallin
- 1924 –  Harry Mallin
- 1928 –  Piero Toscani
- 1932 –  Carmen Barth
- 1936 –  Jean Despeaux
- 1948 –  László Papp
- 1952 –  Floyd Patterson
- 1956 –  Gennadij Šatkov
- 1960 –  Eddie Crook, Jr.
- 1964 –  Valerij Popenčenko
- 1968 –  Chris Finnegan
- 1972 –  Vjačeslav Lemešev
- 1976 –  Michael Spinks
- 1980 –  José Gómez
- 1984 –  Shin Joon-sup
- 1988 –  Henry Maske
- 1992 –  Ariel Hernández
- 1996 –  Ariel Hernández
- 2000 –  Jorge Gutiérrez
- 2004 –  Gajdarbek Gajdarbekov
- 2008 –  James DeGale
- 2012 –  Ryōta Murata
- 2016 –  Arlen López